# Carl Lindberg (konstnär)
Carl Erik Lindberg, född 5 februari 1917 i Lönsboda, Kristianstads län, död 12 mars 2000, var en svensk målare och tecknare.
Carl Lindberg, som var son till lantbrukaren Knut Lindberg och Ester Johnsson, var ursprungligen yrkesmålare. Som konstnär var han autodidakt och bedrev självstudier under resor i de nordiska länderna. Han medverkade i HSB-utställningarna God konst i alla hem på Liljevalchs konsthall samt i utställningen 4 målare och 1 skulptör på Ekströms konsthandel i Stockholm. Hans konst består av romantiska konturlösa figurstudier, interiörer och  landskap. 